# سيلفر كليف (كولورادو)
سيلفر كليف (بالإنجليزية: Silver Cliff, Colorado)‏ هي بلدة تقع في مقاطعة كستر، كولورادو بولاية كولورادو في الولايات المتحدة. تبلغ مساحتها 40.5 (كم²)، وترتفع عن سطح البحر 2434 م، بلغ عدد سكانها 512 نسمة في عام 2000 حسب إحصاء مكتب تعداد الولايات المتحدة وتصل الكثافة السكانية فيها 12.6 نسمة/كم2.

## وصلات خارجية
- Town of Silver Cliff
- The US50 - Cities and Towns in Colorado State
- Colorado Cities and Towns, Facts, Map, Flag, Colleges, Government, and More